# Francis T. Maloney

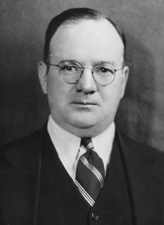
Francis Thomas Maloney

Francis Thomas Maloney (* 31. März 1894 in Meriden, Connecticut; † 16. Januar 1945 ebenda) war ein US-amerikanischer Politiker (Demokratische Partei), der den Bundesstaat Connecticut in beiden Kammern des Kongresses vertrat.
Als Kind besuchte Francis Maloney sowohl die öffentliche Schule als auch die Konfessionsschule in seinem Geburtsort Meriden. Er schlug zunächst eine berufliche Laufbahn als Zeitungsreporter ein; in diesem Gewerbe war er von 1914 bis 1921 tätig. Während dieser Zeit kämpfte er allerdings auch von 1917 bis 1918 für die US Navy im Ersten Weltkrieg, wobei er den Rang eines Seaman first class bekleidete.
Nach der Rückkehr aus dem Krieg stieg Maloney ins Immobilien- und Versicherungsgeschäft ein. Von 1929 bis 1933 amtierte er als Bürgermeister von Meriden, ehe er ab dem 4. März 1933 dem US-Repräsentantenhaus angehörte. Nach knapp zweijähriger Amtszeit wechselte er am 3. Januar 1935 innerhalb des Kongresses in den Senat. 1940 wurde Maloney für eine weitere Amtsperiode wiedergewählt; allerdings starb er noch vor deren Ende am 16. Januar 1945 in seiner Heimatstadt Meriden. Während seiner Zeit im Senat war er Vorsitzender des Ausschusses für öffentliche Gebäude und Flächen.
In Meriden ist eine High School nach Francis Thomas Maloney benannt.